# Villa Basabò

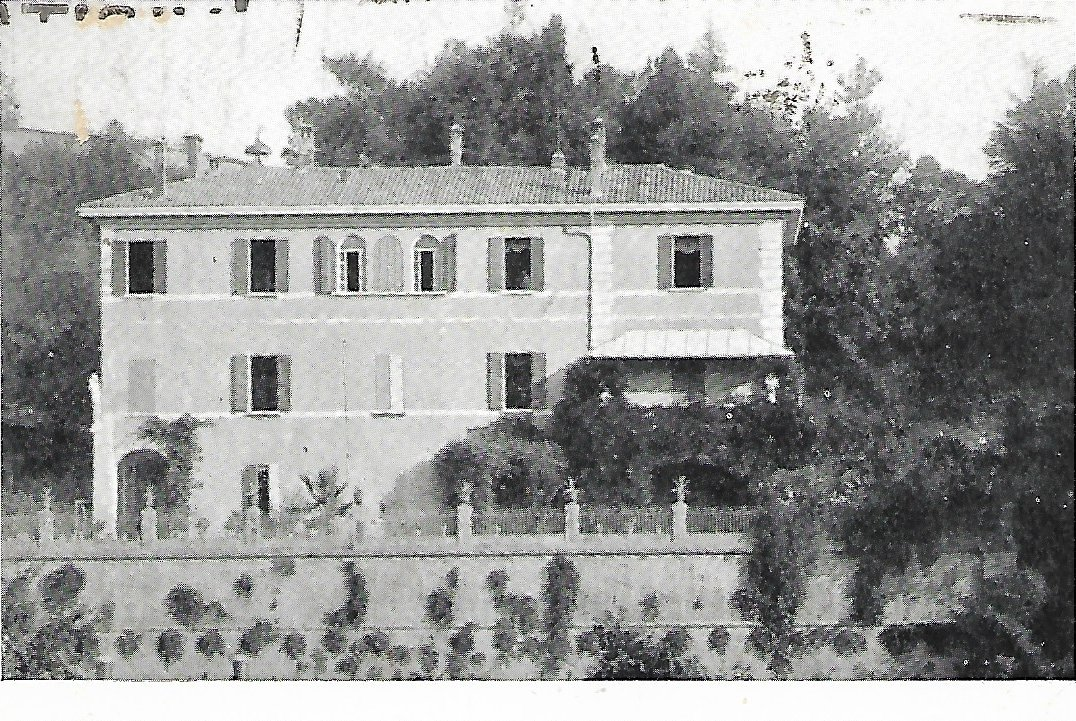
Villa Basabò auf einer Postkarte von 1928

Die Villa Basabò ist ein Landhaus in Bologna in der italienischen Region Emilia-Romagna. Das Haus in der Via Castiglione 156 ist ein Gebäude ohne besonderen architektonischen Wert, jedoch von historischer und kultureller Bedeutung, da es in der ersten Hälfte des 19. Jahrhunderts einen der meistfrequentierten, mondänen Salons Bolognas beherbergte.
Das Baujahr des Gebäudes ist nicht bekannt. Die Grafen Mazoli ließen es auf einem Anwesen „fuori porta Castiglione“ (dt.: vor den Toren von Castiglione), nach ihrem Besitzer Ende des 14. Jahrhunderts „Basabò“ genannt, errichten.
Nach 1813 kaufte der Mailänder Bankier Paolo Bignami die Villa. Seine junge Gattin Maddalena Marlani (1791–1868) richtete dort einen der bekanntesten Bologneser Salons ein.
Nach 1861 kaufte der Universitätsprofessor für Latein, Giovanni Battista Gandino (1827–1905) die Villa und vererbte sie an seinen Sohn, Adolfo Gandino (1878–1940), einen geschätzten Musiker und Komponisten, der sie bis zu seinem Tod bewohnte.

## Eigentümer der Villa Basabò

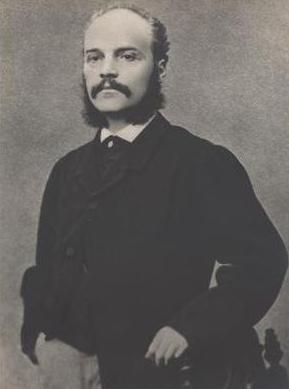
Giovanni Battista Gandino (1827–1905)
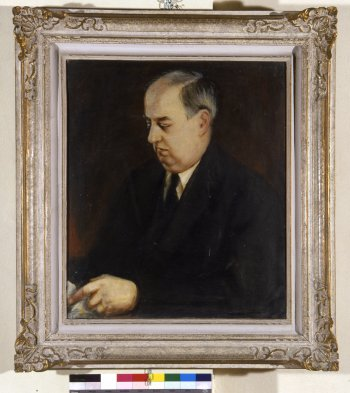
Adolfo Gandino (1878–1940)

## Bemerkungen
1. ↑  Paolo Bignami († 1849) zog 1813, nach dem Zusammenbruch seines Bankhauses in Mailand nach Bologna um.
2. ↑  Maddalena war die Tochter von Rocco Marlani, Rechtsanwalt und Rechtsgelehrter, der Berater des Berufungsgerichts während der Cisalpina war und bekleidete verschiedene öffentliche Ämter. Rocco Marlani war der Sohn von Pietro Marlani, eines reichen Tuchhändlers, und von Bianca Ferrario, einer Frau von Kultur und Raffinesse. Rocco Marlani war gleichermaßen ein brillanter Mann, bewundert von den Frauen, ein wahrer Mäzen, der es liebte, sich mit Schriftstellern und Dichtern zu umgeben, denen er in seiner Villa Amalia in Erba, die ihm von 1799 bis 1828 gehörte, den Pomp der Empfänge bot. Er heiratete Amalia Masera, eine Frau von Kultur und Raffinesse, die die Salons in Mailand besuchte. Aus ihrer Ehe gingen drei Kinder hervor: Maddalena, Marco Aurelio und Pietro. Die Villa Amalia gelangte dann in die Hände der Gebrüder Marietti, Angehörige der Mailänder Bankenwelt, ebenso wie Paolo Bignami, der Maddalena im Alter von 14 Jahren am 19. Januar 1805 heiratete. Maddalena war mit 17 Jahren eine der vielen Geliebten von Ugo Foscolo, eine Beziehung, die sie zu einem Selbstmordversuch trieb.